# Зайчук Василь Прокопович
Василь Прокопович Зайчук (нар. 5 серпня 1951, село Сахнівці, тепер Старокостянтинівського району Хмельницької області) — український радянський діяч, новатор сільськогосподарського виробництва, комбайнер колгоспу «Комунар» Старокостянтинівського району Хмельницької області. Депутат Верховної Ради УРСР 10-го скликання. 

## Біографія
Народився в селянській родині. У трирічному віці втратив матір. Батько, Прокіп Зайчук, працював механізатором у колгоспі.
Освіта середня: закінчив школу в селі Сахнівцях.
З 1968 року — причіплювач, помічник тракториста колгоспу «Комунар» села Сахнівці Старокостянтинівського району Хмельницької області. Служив у Радянській армії.
Після демобілізації закінчив тримісячні курси трактористів у селі Самчики Старокостянтинівського району Хмельницької області.
Працював трактористом, комбайнером колгоспу «Комунар» села Сахнівці Старокостянтинівського району Хмельницької області.
Потім — на пенсії в селі Сахнівцях Старокостянтинівського району.

## Нагороди та відзнаки
- медаль «За трудову відзнаку»
- медалі
- Почесна грамота ЦК ВЛКСМ